# Juan Rodrigues
Juan Rodrigues o Rodríguez (nederlandés: Jan Rodrigues, portugués: João Rodrigues; sus datos de nacimiento y muerte son desconocidos) fue un colono de la isla La Hispaniola (donde actualmente están los países República Dominicana y República de Haití) de linaje portugués y africano, considerado el primer inmigrante en el área que hoy es la ciudad de Nueva York. Moraba en Manhattan desde 1613.

## Biografía
Nacido en la antigua Capitanía General de Santo Domingo, era hijo de una africana con un marinero portugués. Por ser políglota (hablaba español, portugués, e inglés) fue convidado por el capitán del barco mercante holandés Jonge Tobias para servir de traductor en un viaje para la colonia inglesa en el Nuevo Mundo. En el verano de 1613, la embarcación holandesa llegó a la isla Lenape, en Manhattan, y Rodrigues rápidamente se integró con el pueblo Lenape, al casarse con una indígena local, y aprendió su lengua algonquina, munsee.
Cuando la embarcación holandesa partió, Rodrigues permaneció en la isla y abrió un puesto comercial con mercaderías que le fueron dadas por el capitán holandés. En 1621, obtuvo del gobierno holandés el monopolio comercial en Nuevos Países Bajos y en 1624, su presencia en la región fue fundamental para el asentamiento de una colonia holandesa en Governors Island.

## Homenaje
En octubre de 2012, el Consejo de la Ciudad de Nueva York promulgó una ley que renombró algunas calles de Broadway  como "Juan Rodríguez Way".